# Loxofidonia plumbilinea
Loxofidonia plumbilinea är en fjärilsart som beskrevs av W. Warren 1906. Loxofidonia plumbilinea ingår i släktet Loxofidonia och familjen mätare. Inga underarter finns listade i Catalogue of Life.